# Aconophora flavipes
Aconophora flavipes är en insektsart som beskrevs av Ernst Friedrich Germar. Aconophora flavipes ingår i släktet Aconophora och familjen hornstritar. Inga underarter finns listade i Catalogue of Life.